# Clementino Vannetti
Clementino Vannetti, né à Rovereto le 14 novembre 1754 et mort dans la même ville le 13 mars 1795, est un écrivain et homme de lettres italien.

## Biographie
Clementino Vannetti est né à Rovereto en 1754. Il est le fils des érudits littéraires Giuseppe Valeriano et Bianca Laura Saibante.
Érudit de classiques latins, il a écrit des ouvrages en latin et, en tant que critique littéraire, s'est occupé de la linguistique et de la littérature latine.
En 1762, à l'âge de 17 ans, il participe à l'Accademia Roveretana degli Agiati, qui avait été fondée par ses parents et d'autres acculturistes de Rovereto, pour en être le secrétaire pendant quelques années (1776-1795). Il a été en contact avec des écrivains italiens comme Girolamo Tiraboschi, Melchiorre Cesarotti et Antonio Cesari.
Il a publié des proses littéraires et des poèmes en italien et en latin. Vannetti est l'auteur de Dialoghi (dialogues), « sermons » littéraires et moraux sur le modèle d'Horace, de rimes et de romans dans le style de Boccace.
Son sonnet « Italiani noi siam, non Tirolesi » (nous sommes italiens et non tyrolais) au comte Antonio Morrocchesi témoigne de sa position anti-allemande en raison de la politique interne menée comté du Tyrol sous le joug alors des Habsbourg.
En 1788, le comte de Cagliostro a résidé quelques semaines à Rovereto. Cela a inspiré à Vannetti un court poème latin dans lequel il décrit le séjour de Cagliostro, en utilisant ironiquement le style et les formes des évangiles latins de l'Église catholique. Publié de manière anonyme, le Liber memorialis de Caleostro a eu une bonne diffusion et une bonne résonance, tant auprès des partisans que des détracteurs du célèbre charlatan.
Clementino Vannetti est mort subitement à Rovereto le 13 mars 1795 à l'âge de 40 ans.

## Publications
- (it) Lazzaretto letterario, 1778
- (it) Vita del cavaliere Clementino Vannetti di Rovereto, 1795.
- (la) Liber memorialis de Caleostro quum esset Roboreti, 1789.
- (it) Osservazioni intorno ad Orazio, 1792.
- (it) Sopra il sermone oraziano imitato dagl'Italiani.
- (it) Dialoghi satirici e ironici[1].